# Currie Cup 1983
La Currie Cup de 1983 fue la cuadragésimo quinta edición del principal torneo de rugby provincial de Sudáfrica.
El campeón fue el equipo de Western Province quienes obtuvieron su vigésimo cuarto campeonato.

## Participantes

### Fase Final
| Equipo              | Título                   |
| ------------------- | ------------------------ |
| Western Province    | Ganador División A       |
| Northern Transvaal  | Segundo Lugar División A |
| Northern Free State | Ganador División B       |
| Natal               | Segundo Lugar División B |

### Semifinal
| 1983 | Northern Transvaal | 32 - 15 | Northern Free State |  |  |

| 1983 | Natal | 3 - 7 | Western Province |  |  |

### Final
| 1983 | Northern Transvaal | 3 - 9 | Western Province | Pretoria, |  |

### Campeón
| Bandera de Sudáfrica     |
| Campeón Western Province |
| Vigésimo cuarto título   |